# Afdlin Shauki

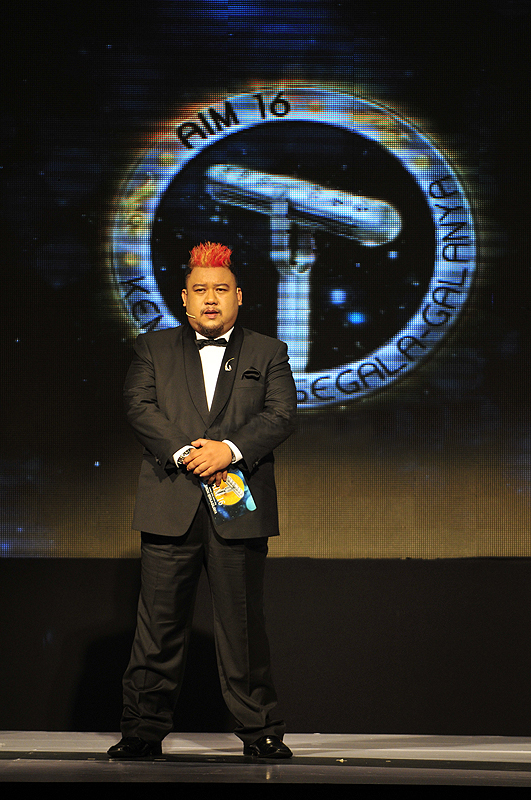
El cantante en el festival Anugerah Industri Muzik 16 (AIM 16), en Dewan Merdeka, el 2 de mayo de 2009.

Dato' Afdlin Shauki, también conocido como Chief Kodok  por sus fanes, es un escritor, director de escena, actor de cine, comediante, cantante, compositor y presentador de televisión malayo nacido en Johor Bahru.

## Carrera musical
En 1992 actuó para una audiencia aproximadamente con unos 50.000 espectadores en el Concierto de Ikhlas junto Zainal Abidin, Sheila Majid, Yussof Amir y otros.
Como cantante, músico y artista en vivo, Afdlin, ha fusionado varios estilos musicales, como R&B, acid jazz y funk.
A finales de 2003 lanzó su álbum debut, ¡Fuuyo!.

### Discografía

#### Canciones del álbum "Fuuyo!"
- Aku Lelaki
- Miasara (como banda sonora original en Papadom).
- Gadis Pilihan Ibu
- Percaya (como banda sonora original en Buli y 'Buli Balik).
- Waras (como banda sonora original en Buli).
- Tiada Lagi
- Tuan Dan Hamba
- Bukan Cinta (como banda sonora original en Los Dan Faun).
- Sampai Bila
- Am I too late
- Mangsa Keadaan
- Disco dancer
- Ku Tak Mahu
- Hingga Ke Akhirnya
- Reprise

#### Otros
- Soalnya Hati (dúo con Erra Fazira).
- Diva Bermimpi (canción principal de la película Diva Popular, con Umie Aida, Sheila Rusly & Ezzlynn).
- Baik Punya Cilok (como canción principal de Baik Punya Cilok).
- Tanya (como banda de sonido de Sumolah).

## Obras en televisión

### Presentaciones en televisión
- Ah-ha (2004-2005).
- Show me the money (2004-2007).
- Phua Chu Kang Pte Ltd (como Bobo, en las temporadas 7 y 8).
- Babak Empat Madu Tiga (2008).
- Orang Minyak Naik Minyak (2008).
- Spontan (2009).
- Mandi (2009).
- Redah Kasi Pecah (2009-2010).
- Raja Lawak (2010).

## Teatro
- Actorlympics (2004-2006).
- Why you still fat? (2005).
- Cuci (2009).

## Películas
- Anna and the King, como actor.
- Soal Hati, como actor.
- Soalnya Siapa?, como actor.
- Mimpi Moon, como actor.
- Buli, Writer, Director, como actor.
- Buli Balik como director, guionista y actor.
- Baik Punya Cilok, como director, guionista y actor.
- Biar Betul, como actor.
- Sumolah, como director, guionista, productor y actor.
- City Sharks, como actor.
- Gila-Gila Pengantin Popular, como actor.
- Diva Popular, como actor.
- Gila-Gila Pengantin Remaja, como actor.
- Gerak Khas 2, como actor.
- Brave, como codirector, coproductor y actor.
- Cuci, como actor.
- Setem, como actor.
- Los Dan Faun, como director, guionista, productor y actor.
- Papadom (film), como director, guionista y actor.
- My Spy, como director.
- Pisau Cukur, como actor.
- Kapow!, como actor.
- Appalam (versión tamil de la película Papadom, como codirector, guionista y actor.

## Premios

### Festivales de cine
- Festival de Cine Asiático de Osaka - Papadom tercio de los 12 Premios del Público (2010).
- 22.º Festival de Cine de Malasia - Mejor Actor (2009).
- 22.º Festival de Cine de Malasia - Mejor historia (2009).
- 22.º Festival de Cine de Malasia - Mejor película de comedia (2009).
- 19.º Festival de Cine de Malasia - Mejor actor (2006).
- 19.º Festival de Cine de Malasia - Mejor historia (2006).
- 17.º Festival de Cine de Malasia - Mejor guion (2004).
- 17.º Festival de Cine de Malasia - Mejor historia (2004).
- 17.º Festival de Cine de Malasia - Director más prometedor (2004).
- 15.º Festival de Cine de Malasia - Mejor actor (2001).

### Nominado
- 20.º Festival de Cine de Malasia - Mejor guion (2007).
- 20.º Festival de Cine de Malasia - Mejor director de cine (2007).
- 20.º Festival de Cine de Malasia - Mejor actor (2007).
- 20.º Festival de Cine de Malasia - Mejor editor (2007).
- 20.º Festival de Cine de Malasia - Mejor canción tema original (2007).
- 19.º Festival de Cine de Malasia - Mejor director de cine (2006).
- 19.º Festival de Cine de Malasia - Mejor banda sonora (2006).
- 19.º Festival de Cine de Malasia - Mejor guion (2006).
- 19.º Festival de Cine de Malasia - Mejor canción tema original (2006).
- 17.º Festival de Cine de Malasia - Mejor actor (2004).

### Otros
- 1999: Premio asiática de la televisión, mejor presentador

## Título Premio Dato
2017 Afdlin Shauki ha sido bendecido con el Rango Dato por Sultan Pahang. Actualmente es conocido como Dato Afdlin Shauki bin Aksan o Dato Afdlin Shauki
- Datos: Q4688834
- Multimedia: Afdlin Shauki / Q4688834